# AV Open
AV Open est un concours important qui se déroule au sein de l'industrie du film pornographique. Il est passé de quelques participants lors de sa création en 2006 à près de cent inscrits pour le concours de 2009 qui lui a succédé sous le nom d'AV Grand Prix.

## Naissance d'AV Open

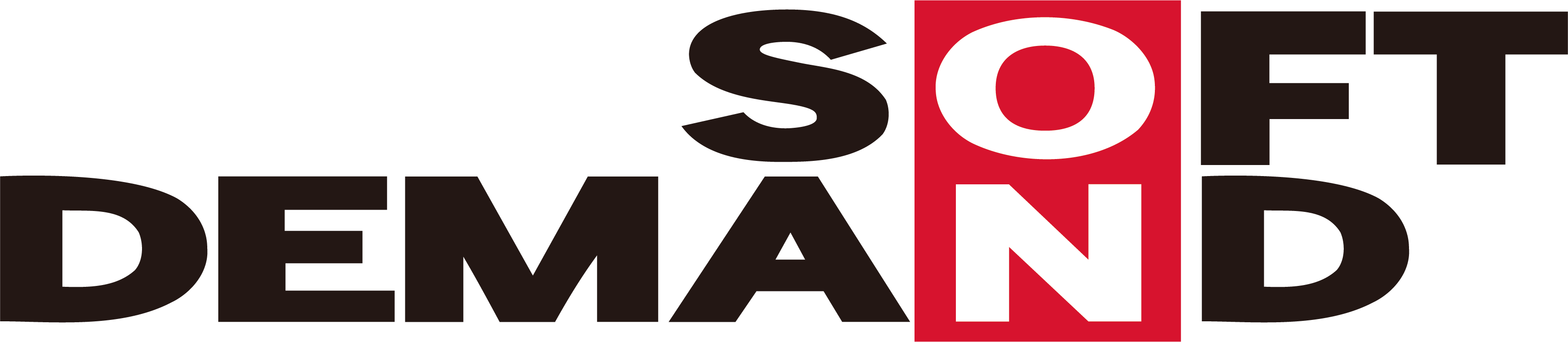
SOD.

L'AV Open est conçu comme un moyen pour l'industrie du film pornographique d'évaluer l'impact des concurrents sur le public et la qualité de ses publications à l'image du Hot d'or en France ou des AVN Awards aux États-Unis. Il est sponsorisé par le groupe SOD et le réputé magazine sportif Tokyo Sports. Chaque producteur appelé à concourir sélectionne, parmi sa production de l'année, celle qui lui paraît la meilleure. Le gagnant est celui qui a obtenu les meilleures ventes parmi les vidéos mises au concours. Le premier prix se monte à 10 millions de Yens (environ 84 500 €), le second à 5 millions de Yens et le troisième à 3 millions (environ 25 000 €). Les vidéos présentées au concours apposent une étiquette sur leurs emballages ainsi qu'une publicité en début de la vidéo stipulant leur participation à l'AV Open. Les films correspondants peuvent être achetées sur le Site Officiel ou chez un revendeur dans tout le Japon. Chaque concurrent se voit attribuer le même espace chez les revendeurs,,,.
L'autre objectif du concours, le Challenge Stage, est de promouvoir de nouveaux réalisateurs talentueux. Plusieurs vidéos peuvent être présentées par les concurrents mais une seule pour chaque réalisateur. Le gagnant est aussi désigné par le nombre de ses ventes. Le premier se voit attribuer un million de yens (environ €8 500), le second 500 000 yens et le troisième 300 000 yens (environ €2 500). Une récompense spéciale d'un million de yens peut également être attribuée à différents participant tout en restant dans le cadre d'une somme totale qui ne doit pas excéder 25 millions de yens (environ €210 000),,.

## AV Open2006
Le premier concours AV Open a lieu en 2006 avec 16 producteurs de films pornographiques (IEnergy, Audaz, Aroma Planning, SOD, S1, Masaaki Kai, Glay'z, Deep's, Dream Ticket, Natural High, Hibino, Prestige, KMP Million, Moodyz, Real Works et Waap). Les vidéos en compétition sont numérotées de OPEN-601 à  OPEN-616
Le Challenge Stage, quant à lui, attire 6 producteurs dont V&R et HMJM  qui ne concourent pas pour le premier prix. Les vidéos en compétition sont numérotées de OPEN-651 à OPEN-660.
Le concours se déroule du 1er mai 2006 au 30 juin 2006. En plus du concours proprement dit et du Challenge Stage, les prix spéciaux sont attribués par des personnalités connues: Hideki Matsui joueur du New York Yankees (qui, souffrant d'une blessure contractée au baseball, a dû se retirer), le comédien Hitoshi Matsumoto et l'auteur Lily Franky,,.
Les résultats sont proclamés lors d'une cérémonie de remise des prix le 11 juillet 2006 en présence d'actrices japonaises du film pornographique, de réalisateurs et de présidents de sociétés productrices de tels films,
Gagnants de l'AV Open 2006
- 1er: Studios S1 - Hyper – Barely There Mosaic (ハイパーギリギリモザイク) - Compilation vidéo avec Sora Aoi, Yua Aida, Maria Ozawa, Yuma Asami, Honoka  and Rin Aoki;
- Second: Moodyz - Dream School 10 (ドリーム学園10 完全版) - Avec Chihiro Hasegawa, Rino Kamiya, Nao, Mayura Hoshitsuki, Mikan Tokonatsu, Ren Hitomi, Miyu Sugiura et Hotaru Akane;
- Troisième: studios Natural High - Student Molester (痴漢○学生) - Avec différentes actrices;

Lily Franky, Président honoraire, a également récompensé par un Prix spécial les studios Real Works pour Special Galactic All-Stars (責め痴女 ハーレムSPECIAL) avec Karen Kisaragi, Riko Tachibana, Hotaru Akane, Noa & Nashigo Tanaka et les studios Soft On Demand pour 500 Person Sex (人類史上初！！超ヤリまくり！イキまくり！５００人ＳＥＸ！！).
Gagnants du Challenge Stage AV Open 2006
- 1er: SAKKUN (Natural High) pour Naked Continent (裸の大陸) avec Yuka Osawa
- Second: Hiroshi Horiuchi (HMJM) pour Young Girl Insertion (少女は挿入される生き物)
- Troisième: Uzumaki Sasaki (V&R) pour Tokyo Shinjuku Ward Office 24: Slut Division (こちら!東京24区 痴女区の区役所の痴女○○課) avec Minaki Saotome, (Naho Asakura), Chihiro Hasegawa, Ayaka Kasagi & Yuna Shibata.

En tant que Président Honoraire, Lily Franky, octroie également un autre prix à SAKKUN pour sa vidéo Naked Continent.

## AV Open2007
L'AV Open de 2006 ayant rencontré le succès, un deuxième concours est organisé en 2007. Dix-neuf producteurs sont inscrits (Energy, Audaz, Aroma Planning, SOD, S1, Crystal Video, Glay'z, Deep's, Natural High, Hibino, V&R, Prestige, Maxing, KMP Million, Moodyz, Real Works, Waap, Wanz Factory et Kunitachi). Les vidéos sont spécialement édités au sigle d'AV Open et sont numérotées d'OPEN-701 à OPEN-719.
Douze inscriptions sont validées pour le Challenge Stage incluant, en plus des concurrents ci-dessus, Akebono, Woman, Cross, Dandy & Dream Ticket qui ne se sont pas inscrits pour le concours lui-même. Les vidéos correspondantes portent les numéros OPEN-0751 à OPEN-0762.
Le concours se déroule du 3 mai 2007 au 30 juin 2007. Pour ce deuxième AV Open, 1200 revendeurs participent à l'opération sur tout le territoire,,,.
Lorsque les résultats proclament que la vidéo du conglomérat SOD, Performer Kotono's First Sexual Experience (芸能人 琴乃 初・体・験 完全240分 10解禁スペシャル), arrive nettement en tête sur ses autres concurrents, des rumeurs se font jour sur Internet et, un mois plus tard, il est avéré que SOD a déboursé 60 millions de yens (environ €500 000) sur ses fonds propres, pour acheter 16 000 copies de sa propre vidéo sur les 30 000 vendues. Cette violation caractérisée des statuts du concours entraîne la disqualification de SOD. Les quatre vidéos suivantes se voient toutes monter d'une place. Le scandale entraîne la fin d'AV Open,,
Le résultat final est le suivant,:
'---Gagnants de l'AV Open 2007---
- 1er: S1 - ハイパーギリギリモザイク 特殊浴場 TSUBAKI 貸切入浴料1億円 (Hyper Risky Mosaic - Special Bath House Tsubaki) avec Sora Aoi, Akiho Yoshizawa, Honoka, Sho Nishino, Asami Ogawa, Yuma Asami, MO ☆ MO, Mako Katase, Chinatsu Izawa, Megumi Haruka, Karin & China Miyu
- Second: Crystal Video - 芸能人★デビュー！！ きこうでんみさ(Celebrity Debut - Misa Kikoden) avec Misa Kikoden
- Troisième: Moodyz - ドリーム学園11 (Dream School 11) avec Nayuka Mine, ICHIKA, Chihiro Hara, Erina Kurosawa, Akira Shiratori, Rico, Nami Kimura, Natsuki Ijima & Miina Minamoto

Le Prix Lily Franky (Président honoraire) est attribué à S1 et Moodyz ainsi qu'à la vidéo de Natural High, アムステルダムハイ (World Amsterdam) avec Misaki Asou et le travail de Waap Factory 熱吻ブラック (Deep Lesbian & Hot Semen & Black Fuck) avec, dans les rôles principaux, Marin and Shiho.
---Gagnants de l'AV Open Challenge Stage 2007------
- 1er: Captain Ehara (Cross) pour 肛門潮吹き極太合体レズビアン (Anal Splash Thick Lesbian United!) avec Chihiro Hara, Hotaru Akane & Sakura Sakurada
- Second: R40 (Dream Ticket) pour はじめてのニューハーフ 月野姫 (How to New Half) avec, en vedette, Hime Tsukino
- Troisième: AD Tsujiyama (Deep's) pour リア・デ○ゾンちゃんを探しに欧米に行っちゃいました！(Finding Leah DiXXzon in Europe and US)

Le Prix du Président honoraire Lily Franky est attribué à Anal Splash Thick Lesbian United!

## AV Grand Prix2008
AV Open ayant fait la preuve de son utilité aussi bien pour la promotion des productions de vidéos pornographiques que comme moyen de la standardiser, sa disparition crée un vide pour l'industrie du film pornographique. Le consortium Hokuto Corporation, une société rivale de Soft On Demand et société mère des firmes S1 et Moodyz, reprend le flambeau dès 2008, sur le même modèle, avec le concours AV Open Grand Prix. Les prix sont attribués en fonction du nombre d'unités vendues à la fois dans les magasins spécialisés et sur le site DMM appartenant à Hokuto ainsi que par un vote des spectateurs sur le site Internet de DMM. Lors du concours qui a lieu du 1er décembre 2007 au 31 janvier 2008, chaque producteur présente la vidéo de son choix parmi toutes celles qu'il a tourné. À l'identique de l'AV Open, toutes les vidéos participantes reçoivent un numéro commençant par AVGP ou AVGL. Soixante dix sept producteurs entrent en compétition, 39 pour le Grand Prix et 38 pour le Mania Stage. Des prix sont également décernés à un certain nombre de sous catégories dont les inscriptions sont plus limitées,,
,
. Enfin, une même vidéo peut concourir pour différents prix.
Les résultats sont connus le 21 février 2008. Le Premier Prix, le "GrandPrix Highest Award", est déterminé par le vote des spectateurs sur le site Internet de DMM. Il est honoré de 5 millions de Yens (environ €41 800). Les deux prix suivants, le "GrandPrix Highest Stage Award" et le "Mania Stage Highest Award", désignés par le nombre d'unités vendues et rapportent chacun 3 millions de Yens (environ €25 000). Le Distribution Sales Award qui récompense la vidéo la plus vendue sur Internet, est récompensée à hauteur d'un million de Yens (environ €8 400). Les 12 prix récompensant les sous catégories, désignées par le vote des clients et décernés dans le cadre des Stage Awards, se voient attribuer 1 million de Yens chacun. Un de ces prix est attribué pour la conception de l'emballage, dix pour les thèmes particulier mis en scène et un autre d'après le vote de la presse  et des revendeurs spécialisés. Enfin, 12 prix spéciaux de 500 000 Yens (environ €4 200) sont distribués. L'ensemble des prix représente un total de 30 millions de Yens (environ €253 000),,.
--- Gagnants de l'AV Grand Prix Awards 2008 ---
GrandPrix Highest Award
- kawaii* special ギザカワユス！ (Kawaii Special)  [Kawaii AVGL-012] avec Yuri Kousaka & Miku Ohashi

GrandPrix Stage Highest Award
- 了解×了解×ギリギリモザイク　Wギリギリモザイク (Confirmed x Confirmed x Girigiri Mosaic) [S1 AVGL-007] avec Nao Mizuki & Minori Hatsune

Mania Stage Highest Award
- 女体拷問研究所 11 (Female Body Torture Laboratory 11) [Baby AVGP-030] avec Rika Nagasawa & Yoko

Distribution Sales Award
- 女体拷問研究所 11 (Female Body Torture Laboratory 11) [Baby AVGP-030] avec Rika Nagasawa & Yoko

Best Package Design (Prix de l'emballage)
- 了解×了解×ギリギリモザイク　Wギリギリモザイク (Confirmed x Confirmed x Girigiri Mosaic) [S1 AVGL-007] avec Nao Mizuki & Minori Hatsune

Best SM Video
- 人間酷包 友田真希 (Human Terrible Wrapper) [Mill AVGL-026] avec Maki Tomoda

Best Featured Actress Video
- 現役レースクイーン絶頂潮吹きAVデビュー！！ 冬月かえで (Race Queen Climax Squirt AV Debut) [Premium AVGL-024] avec Kaede Fuyutsuki

Best Mature Video (met en scène des actrices d'âge mûr. Entre dans la catégorie des films « particuliers »)
- 義母奴隷 白石さゆり (Sayuri Shiraishi,Stepmother Slave) [Goro Tameike AVGL-018] avec Sayuri Shiraishi

Best Amateur Video
- まり子 ファイナル (Final Mariko) [HMJM AVGP-025] avec Mariko

Best Variety Video
- チンチンが3cm大きくなるDVD 気持ちいいオナニーで大きくなれる（秘）トレーニング指南 (How to Make Your "chin-chin" Grow 3cm) [SOD AVGP-046] avec Kaho Kasume, Yuko Sakurai, Moe Ooishi, Rika Nagasawa, Nana Saeki & Anri Suzuki

Best Miscellaneous Video (AV Cast Memorial Grand Prix)
- しみけんのプライベート7FUCK  (Shimiken's Private 7 FUCK) [Idea Pocket AVGL-001] En vedette, l'acteur Ken Shimizu ; avec Chihiro Hara, Mangetsu Sakuragawa, Nene, Kaede Akina, Natsuki Sugisaki, Yua Aida & Marin

Best Fetish Video
- 非日常的パンスト遊戯 第一章 (Extraordinary Pantyhose Play) [AVS AVGL-006] avec Nana Saeki & Moe Ooishi

Best Moe Child Video
- あすか2 (Asuka 2) [Innocence AVGL-028] avec Asuka

Best Lesbian Video
- 陵辱レズ調教 羞恥と快楽に溺れゆく女達。(Insult Lesbian Training) [U&K AVGP-037] avec Chisato Shoda, Ren Hitomi, Rio Nakayama & Misaki Asou

Press Award - (Tie)
- まり子 ファイナル (Final Mariko) [HMJM AVGP-025] avec Mariko
- 了解×了解×ギリギリモザイク　Wギリギリモザイク (Confirmed x Confirmed x Girigiri Mosaic) [S1 AVGL-007] avec Nao Mizuki & Minori Hatsune

Dealer Award
- 了解×了解×ギリギリモザイク　Wギリギリモザイク (Confirmed x Confirmed x Girigiri Mosaic) [S1 AVGL-007] avec Nao Mizuki & Minori Hatsune

## AV GrandPrix2009
Le concours 2009 se déroule de 19 novembre 2008 à la fin du mois de février 2009. Quatre-vingt-dix-sept participants se partageront une valeur totale de 30 millions de Yens (environ €253 000) de prix. En plus du prix principal, l'AV GrandPrix, (97 inscrits) décidé par le vote des clients sur le site Internet de DMM, le prix Digital Sales (97 inscrits) et DVD Sales (97 inscrits), seront attribués des prix individuels pour:
- La meilleure actrice 2009 (14 prétendantes),
- Le prix de la Violence 2009 (14 vidéos répertoriées),
- Le prix de la vidéo mettant en scène des femmes d'âge mûr (15 inscrites),
- Le prix de la vidéo « Amateur » 2009 (16 inscriptions),
- Le prix Variétés 2009 (14 vidéos inscrites),
- Le prix du fétichisme sexuel 2009 (17 vidéos)
- Le prix de la vidéo « charmante » 2009 (7 inscrites),
- Le prix de la meilleure conception de l'emballage.

De plus, seront attribués des prix, soumis au vote
- des revendeurs,
- de la presse spécialisée,
- de la clientèle,